# Codonanthe serrulata
Codonanthe serrulata là một loài thực vật có hoa trong họ Tai voi. Loài này được Chautems mô tả khoa học đầu tiên năm 1991.